# لیو یوکون
لیو یوکون (انگلیسی: Liu Yukun؛ زادهٔ ۴ دسامبر ۱۹۹۷) تیرانداز اهل چین است.
وی در مسابقات کشوری و بین‌المللی در مجموع برندهٔ ۱ مدال طلا شده است.